# باولو فريري
باولو ريجلوس نيفيس فريري (بالبرتغالية: Paulo Freire‏) (ريسيف، بيرنامبوكو، 19 سبتمبر 1921 - ساوباولو 2 مايو 1997) معلم برازيلي وصاحب نظريات ذات تأثير كبير في مجال التعليم.

## السيرة الذاتية
ولد باولو فيريري في وسط أسرة من الطبقة المتوسطة الفقيرة بمدينة ريسيف، البرازيل في 19 من سبتمبر 1921. وعانى فريري الفقر والجوع خلال الكساد الكبير الذي حدث في عام 1929 وهذه التجربة كانت بداية اهتمامه بالفقراء وساعدته على تكوين رؤيته للتعليم التي خرجت فيما بعد في صورة نظريات ذات تأثير عالمي واسع.
التحق فيريري بكلية الحقوق، جامعة ريسيف في 1943، وهناك درس الفلسفة وعلم النفس اللغة في نفس الوقت. أيضاً التحق بالبيروقراطية القانونية ولكنه لم يمارس المحاماة حيث أنه فضل إعطاء دروس لغة برتغالية للمرحلة الثانوية. تزوج في عام 1944 من إليسا مايا كوستا دي أوليفيرا، مدرسة في المرحلة الابتدائية، وأصبح لديهم خمسة أولاد.

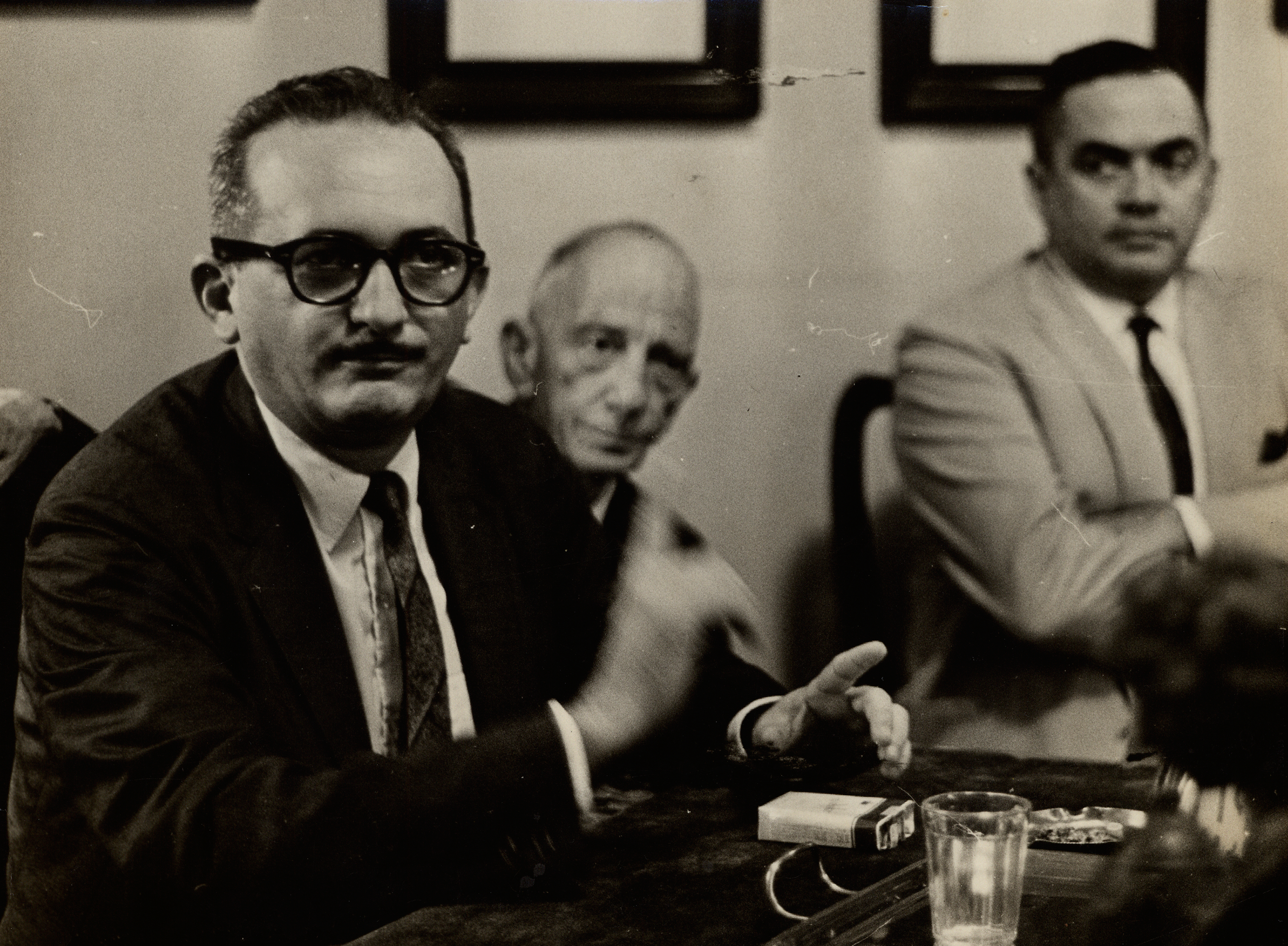
باولو فريري 1963

في عام 1946، عُين فيريري مديراً لقسم التعليم والثقافة بالخدمات الاجتماعية لولاية بيرنامبوكو والتي عاصمتها هي مسقط رأسه ريسيف. كان عمل فيريري يتركز في الأساس على العمل مع الفقراء الأميين وبدأ في تبني منهج غير أوصولي وكان يعتبر ذلك أحد وسائل المؤدية لتحقيق لاهوت التحرير فقد كانت القراءة والكتابة في ذلك الوقت أحد المتطلبات التي يجب توافرها من أجل التصويت في إنتخابات الرئاسة البرازيلية وكذلك تم تعيينه في عام1961.
أصبح فيريري مدير للملحق الثقافي بجامعة ريسيف، وفي 1962 حظي بفرصته الأولى لتطبيق نظرياته التعليمية بشكل حقيقي وذلك عندما تمكن من تعليم القراءة والكتابة ل300 عامل في مزارع قصب السكر في حوالي 45 يوم. وكردة فعل لتلك النتائج المذهلة، وافقت الحكومة البرازيلية على إنشاء آلاف الدوائر الثقافية في كافة أنحاء البلاد. ولكن حدث انقلاب عسكري في 1964 ووضع نهاية للمشروع حيث زُجَ فيريري في السجن بتهمة الخيانة لمدة 70 يوماً. وبعد أن تم نفيه لفترة قصيرة في بوليفيا قام بالعمل في تشيلي لمدة خمس سنوات لمصلحة الحركة الديمقراطية المسيحية للأصلاح الزراعي ومنظمة الاغذية والزراعة بالأمم المتحدة.
في عام 1967، نشر باولو فيريري أول مؤلفاته التعليم ممارسة للحرية وحظي الكتاب بقبول جيد، وعُرض منصب مدرس زائر بجامعة هارفرد 1969. وفي 1968 كتب كتابه الشهير تعليم المقهوريين والذي نُشر باللغتين الإنجليزية والإسبانية في 1970. ونظراً للصراع الذي كان قائمًا بين فيريري الاشتراكي المسيحي والديكتاتوريات المستبدة المتتابعة لم ينشر الكتاب في البرازيل حتى عام 1974 عندما تولى الجنرال إرنستو جيزل حكم البرازيل وبدأ عملية تحرير ثقافي في البلاد.
ولد باولو فيريري ضمن أسرة من الطبقة المتوسطة الفقيرة بمدينة ريسيف، البرازيل في 19 من سبتمبر 1921. واختبر فيراري الفقر والجوع خلال الكساد الكبير الذي حدث في عام 1929 وهذه التجربة كانت بداية اهتمامه بالفقراء وساعدته على تكوين رؤيته للتعليم التي خرجت فيما بعد في صورة نظريات ذات تأثير عالمي واسع.
التحق فيريري بكلية الحقوق، جامعة ريسيف في 1943، وهناك درس الفلسفة وعلم النفس واللغة البرتغالية في نفس الوقت. أيضاً التحق بالبيروقراطية القانونية ولكنه لم يمارس المحاماة حيث أنه فضل إعطاء دروس لغة برتغالية للمرحلة الثانوية. تزوج في عام 1944 من إليسا مايا كوستا دي أوليفيرا، مدرسة للمرحلة الابتدائية، وأصبح لديهم خمسة أولاد.
تم تعينه في 1946 مديراً لقسم التعليم والثقافة بالخدمات الاجتماعية لولاية بيرنامبوكو والتي عاصمتها هي مسقط رأسه ريسيف. كان عمل فيريري يتركز في الأساس على العمل مع الفقراء الأميين وبدأ في تبني منهج غير أوصولي وكان يعتبر ذلك أحد وسائل المؤدية لتحقيق لاهوت التحرير فقد كانت القراءة والكتابة في ذلك الوقت أحد المتطلبات التي يجب توافرها من أجل التصويت في إنتخابات الرئاسة البرازيلية زكذلك تم تعينه في عام1961
أصبح فيريري مدير للملحق الثقافي بجامعة ريسيف وفي 1962 حظي بفرصته الأولى لتطبيق نظرياته التعليمية بشكل حقيقي وذلك عندما تمكن من تعليم القراءة والكتابة ل300 عامل في مزارع قصب السكر في حوالي 45 يوم. ورد فعل لتلك النتائج المذهلة قامت الحكومة البرازيلية بالموافقة على إنشاء آلاف الدوائر الثقافية في كافة أنحاء البلاد
ولكن حدث انقلاب عسكري في 1964 ووضع نهاية للمشروع حيث تم سجن فيريري بتهمة الخيانة لمدة 70 يوماً. وبعد أن تم نفيه لفترة قصيرة في بوليفيا قام بالعمل في تشيلي لمدة خمس سنوات لصالح الحركة الديمقراطية المسيحية للأصلاح الزراعي و منظمة الاغذية والزراعة بالأمم المتحدة
قام باولو فيريري في عام 1967 بنشر أول مؤلفاته التعليم ممارسة للحرية وحظي الكتاب بقبول جيد، وتم عرض منصب مدرس زائر بجامعة هارفرد 1969. وفي 1968 كتب كتابه الشهير تعليم المقهوريين والذي تم نشره باللغتين الإنجليزية والإسبانية في 1970. ونظراً للصراع الذي كان قائم بين قيريري الاشتراكي المسيحي والديكتاتوريات المستبدة المتتابعة لم يتم نشر الكتاب في البرازيل حتى عام 1974 عندما تولى الجنرال إرنستو جيزل حكم البرازيل وبدأ عملية تحرير ثقافي في البلاد.

## إسهاماته النظرية
«فريري» البرازيلي المولد والنشأة، كان يرى في التعليم وسيلة للثورة على القهر، وصولاً إلى الحرية وإلى تمكين المقهورين من مقدراتهم. ومنهجه في تحقيق ذلك يرتكز على «الحوار» الذي يتبادل فيه المعلم والمتعلم أدوارهما، فيتعلم كل منهما من الآخر، ويصبح موضوع الحوار الذي يدور في الغالب حول أوضاع المتعلمين المقهورين الحياتية هو المدخل إلى تعليمهم القراءة والكتابة. وهذا المنهج مناقض لمنهج آخر أسماه فريري «التعليم البنكي»، الذي يقوم فيه المعلم بإيداع المعلومات التي تحتويها المقررات «سابقة التجهيز» في أدمغة المتعلمين الذين يقتصر دورهم على التلقي السلبي لتلك الإيداعات. ومن شأن ذلك «التعليم البنكي» أن يخرج قوالب مكررة من البشر تساهم في «تكريس» الوضع القائم، ولا تسعى إلى تغييره مهما احتوى على أوضاع جائرة!
لذلك وضع «فريري» عدة كتب بث فيها عصارة أفكاره، ومن أهمها كتاب «تربية الحرية.. الأخلاق والديموقراطية والشجاعة المدنية»، الذي يربط فيه بين أبعاد تربية الحرية (الأخلاق والديموقراطية والشجاعة المدنية) ويبين الخطوط الفاصلة.. بين أن يكون التعليم أداة للقهر أو طاقة للتحرر، وذلك على النحو التالي:
- المسؤولية الأخلاقية: يرى «فريري» أن المسؤولية الأخلاقية في ممارسة مهنة التعليم وفي عملية إعداد المعلمين لا ينبغي أن تختزل أبدًا في صورة تدريب، بل يجب أن تتجاوز الإعداد الفني، وأن ترتبط بجذور التشكيل الأخلاقي للذات الإنسانية والتاريخ الإنساني. وبالتالي يجب أن تلتصق المسؤولية الأخلاقية بالمهنة التعليمية.
==الديموقراطية:== إذ يجب ألا يكون المعلم فقط هو مصدر المعرفة الوحيد، وكأن الطلاب ليس لديهم أي معرفة أو خبرة، وهو الذي يتكلم ويشرح، وهم يستمعون وينصتون، وهو الذي يودع المعرفة في عقولهم وعليهم أن يختزنوها، وهو الذي يسأل وعليهم أن يجيبوا من مخزون ما أودعهم من رصيده المعرفي. ومن ثم يصبح موقف التدريس في الفصل الدراسي وفي الجو المدرسي أوامر وعلاقات تسلطية أحادية يتحرك من أعلى إلى أدنى. مما ينعكس على نمط العلاقات السياسية غير الديموقراطية في المجتمع، ويؤدي إلى ترسيخه وإعادة إنتاجه.
وفي مواجهة مواقف القهر والتسلط في الممارسات التعليمية، يدعو «فريري» بشدة إلى أهمية تنمية روح الاستقلالية لدى المتعلم، واحترام ما لديه من معرفة. وهذا يقتضي أن تقوم عملية التعليم على أساس المنهج الحواري الذي يشجع فضول رغبته في المعرفة، والتساؤل الرحب الفضولي، والتفاعل الحقيقي بين المعلم والمتعلم، وعلى ممارسة التفكير النقدي في فهم الواقع المعاش والاستقلالية في اتخاذ القرار. وهي قدرات لا تنمو وحدها، ولكنها تتبلور نتيجة عوامل متعددة تؤدي إلى النضج السليم أو إلى تشويه هذه القدرات.
وفي هذا الإطار يقول «فريري»: لا يصبح أحد فجأة ناضجًا في الخامسة والعشرين من عمره، إذ إننا نصبح ناضجين مع كل يوم يمر علينا. إن الاستقلالية عملية نضج، أي عملية تشكيل الوجود، وهي لا تحدث في وقت معين، وإنما هي رهنية بالخبرات التي تثير اتخاذ القرار والمسؤولية. وبهذا المعنى يجب أن يرتكز تعليم الاستقلالية على حق الحوار والحديث مع الآخر، لا الحديث إلى الآخر.

### الشجاعة المدنية
إن الدور الفاعل للإنسان في مسيرته التاريخية عبر صراعات القوى والمصالح هو السعي من خلال الشجاعة المدنية والمغامرة والمخاطرة لصنع حياة أفضل، مما يتطلب الالتزام واختيار المواقف المتسقة مع الطبيعة الأخلاقية التي تخاصم ما ليس صحيحًا أخلاقيًا. سيف

### تنمية أبعاد «تربية الحرية»

#### احترام ما يعرفه المتعلم
إذ يجب احترام قدرة المتعلم الإبداعية واستثارتها. ولهذا السبب ينطوي التفكير بشكل صحيح على مسؤولية المعلم والمدرسة، بحيث لا تتوقف تلك المسؤولية عند احترام أنواع المعرفة الموجودة بصفة خاصة بين الطبقات الشعبية، ولكنها تمتد إلى مسؤولية مناقشة الطلاب في منطق هذه الأنواع من المعرفة وفي علاقتها بمحتواها. فمثلاً لماذا لا يتم أخذ الطلاب في تجارب حية إلى المناطق الفقيرة من المدينة عند مناقشة قضية الفقر؟

#### المخاطرة
تقبل الجديد ورفض التمييز. فلا يمكن رفض الجديد لمجرد أنه جديد، كما لا يمكن رفض القديم لمجرد أنه زمنيًا لم يعد جديدًا. فالأفكار المسبقة عن العرق أو الطبقة مثلاً تسيء إلى جوهر الكرامة الإنسانية، وتشكل إنكارًا جذريًا للديموقراطية. وبهذا المعنى لا يكون التدريس مجرد ألفاظ تقال عن تجربة يتم وصفها، بل سلوكًا يُفعل ويعاش ويشكل نوعًا من الشاهد على حقيقته التي لا تنكر.

### نقل للمعرفة
في سياق حديث «فريري» عن كيفية القيام بالتدريس يحاول الإشارة إلى بعض الخصائص التي يحتاج المعلم الديموقراطي إلى أن يتحلى بها في علاقته بحرية الطلاب

#### الاعتراف بالنقص المعرفي
والنقص الذي نعنيه هو أساس التربية كعملية مستمرة، فالناس قادرون على التعلم فقط إلى الحد الذي هم به قادرون على إدراك أنفسهم على أنهم كائنات ناقصة، فالتعليم ليس هو ما يجعلنا قابلين للتعلم، بل وعينا بأننا ناقصون هو ما يجعلنا قابلين للتعلم. وهذا أصل أساسي من أصول الممارسة التربوية وإعدادنا للتدريس. فبشكل مثالي يجب على المعلمين والطلاب والموهوبين معًا، الإلمام بأشكال المعرفة الأخرى التي نادرًا ما تكون جزءًا من المناهج.

#### احترام استقلالية المتعلم
فالمعلم الذي لا يحترم فضول الطالب في تعبيراته الجمالية واللغوية، ويسخر من تعامله معه، إنما ينتهك مبادئ أخلاقية أساسية للشروط الإنسانية.

#### التواضع والتسامح والنضال من أجل حقوق المعلم
إذا كان هناك شيء يجب أن يعرفه الطالب في سنواته المبكرة، فهو احترام المعلمين والتعليم نفسه، بما في ذلك النضال من أجل رواتب تستحقها مهنة التدريس. وبهذا يجب فهم مؤازرة دفاع المعلمين عن كرامتهم وحقوقهم على أنها جزء لا يتجزأ من ممارستهم للتدريس. وهذا شيء ينتمي أساسًا إلى الأساس الأخلاقي لهذه الممارسة، ولا يأتي من خارج نشاط التدريس، فهو شيء متكامل معه، فالنضال من أجل إضفاء الكرامة على ممارسة التدريس جزء من نشاط التدريس مثله في ذلك مثل الاحترام الذي يجب أن يكنّه المعلم لهوية المتعلم، لذاته ولحقه في أن يكون. وفي هذا الإطار يشير المؤلف إلى أن احترام المعلم للطالب يتطلب منه غرس التواضع والتسامح عند ممارسة عملية التدريس.

#### التدريس يتطلب الفضول
إن المعلم الذي تسيطر عليه اتجاهات تسلطية أو أبوية تخنق فضول المتعلم، ينتهي الأمر به إلى خنق فضوله هو نفسه، فليس هناك أساس أخلاقي ممكن لإنكار التعبير عن الفضول لدى الآخر. فالبيئة الديموقراطية والتعليمية الملائمة التي يجب العمل فيها هي بيئة يتقدم فيها المتعلم في تعلمه من خلال خبراته الفعلية، وهي البيئة التي يكون الفضول فيها (كتعبير عن الحرية) حدود بالضرورة.
ولا يعني هذا بطبيعة الحال أنه علينا تقليص نشاطنا التدريسي ليصبح مجرد تداول الأسئلة باسم الدفاع عن ضرورة الفضول، فالحاجة إلى الحوار لا تقلل بأي حال من الأحوال من الحاجة إلى الشرح والعرض الذي يقدمه المعلم من خلال فهمه ومعرفته بالموضوع، وإنما الأساس في هذه العملية هو أن يعرف كل من المعلم والطالب أن التساؤل المفتوح والجاد أساسه التبادل.

#### فعل إنساني
يرى «فريري» أن الخصائص الأساسية التي يمكن أن تكشف عنها ممارسة تدريس ديمقراطي معترف به في علاقة هذه الممارسة بحرية الطلاب هي:

#### الكفاءة
لا يوجد شيء يسمى سلطة التدريس دون هذه الكفاءة. فالمعلم الذي لا يتعامل مع تعليمه بشكل جيد، ولا يدرس، ولا يبذل سوى النذر اليسير من الجهد لمواكبة الأحداث، ليس لديه سلطة ليشرف على أنشطة الفصول الدراسية. ولا يعني هذا بالتأكيد أن اختيار المعلم وممارسته الديموقراطية من الأمور التي تحددها الكفاءة العلمية، فهناك من المعلمين من هو مُعد علميًا، غير أنه ديكتاتوري تمامًا في ممارسته، أي أن عدم الكفاءة العلمية يدمر السلطة الشرعية للمعلم.

#### اتخاذ القرار الواعي
اتخاذ القرار الواعي والمعبر عن الضمير الحي. فالتربية هي ذلك الفعل الإنساني الخاص، الذي يعتبر شكلاً من أشكال التدخل في العالم. والتدخل هنا يعني الرغبة في إحداث التغييرات الجذرية في المجتمع في مجالات كالاقتصاد والعلاقات الإنسانية والملكية، والحق في التوظيف، وفي التعليم، وفي الصحة وغيرها.
وهذه الأشكال من التدخل، التي تتبادل المواقع بينها، هي أبعد من أن توحد بين أفعالنا وما نعلنه. ولعل هذا ما يتضح جليًا فيما يقوم به بعض المعلمين من أفعال تناقض أقوالهم، مثل ممارستهم التعليمية التي تتسم بالتسلط إلى حد كبير. فنادرًا ما يسهم أحد المعلمين في بناء استقلالية متماسكة لدى طلابه، فهم عامة يُصرون على القيام بعملية تلقين الطلاب لمنهجهم الدراسي بدلاً من تحديهم لتعلم جوهر هذا المحتوى.

#### الانفتاح على الحوار
إن الأساس الأخلاقي والسياسي والتعليمي لهذا الانفتاح يقوم على الحوار الذي من الممكن أن يجعل منه ثراء متميزًا وجمالاً. وميزة الانفتاح أنه يؤدي بنا إلى التبصرة بنواقصنا المعرفية، ومن ثم يجب على تعليم المعلم أن يؤكد ضرورة هذا النوع من المعرفة والأهمية الواضحة لمعرفة المعلمين للسياق البيئي والاجتماعي والاقتصادي بالمكان الذي يحيط بهم ويقومون بالتدريس فيه. ولا يكفي أن يكون لدى المعلم معرفة نظرية بهذا السياق، بل يجب أن يكون لديه أيضًا معرفة واقعية للوقع الذي يعمل فيه المعلم.

#### رعاية الطلاب
من الضروري أن يكون المعلم منفتحًا على رعاية مصلحة طلابه وعلى تجربة التربية التي يمارسها، وذلك لأن عدم احترام التربية والطلاب والمعلمين يفسد حساسيتنا وانفتاحنا على رعاية مصالح الممارسة التربوية. إن المعلم صاحب العقل المنفتح على الآخرين وعلى العالم يحتاج إلى تلك المعرفة التي تهتم بالطبيعة الإنسانية الخاصة لفن التدريس، والتي تحمل بين جنباتها رعاية الطلاب الذين هم في أطوار عملية التشكيل والتغيير والنمو، وإعادة توجيه حياتهم لبلوغ أحوال أفضل.
تلك هي مقومات الرسالة وملامحها التي أراد المؤلف أن يبلغنا إياها، والتي حملت عنوان «تربية الحرية» بروافدها الثلاثة: الأخلاق، والديموقراطية، والشجاعة المدنية. على اعتبارها صورة مصغرة لتوضيح العلاقة بين «السلطة» و«الحرية».

## تأثيره العالمي
المربي البرازيلي باولو فريري Paulo Freire الذي يعتبر من المؤسسين للتربية النقدية والمستفيد من الأفكار الثورية الراديكالية التي استقاها من الماركسية لينزل بها إلى معاقل التعليم يقوض بها أركانها النمطية التي كُونت من أجل استمرار سيطرتها على الإنسان.

## أهم أعماله
- بيداغوجيا الحرية
- بيداغوجيا المقهوريين

## كتبه
بيداغوجيا المقهورين

## وصلات خارجية
- باولو فريري على موقع الموسوعة البريطانية (الإنجليزية)
- باولو فريري على موقع إن إن دي بي (الإنجليزية)
- باولو فريري على موقع ديسكوغز (الإنجليزية)
- wikiquote. org/wiki/Paulo_Freire حكم باولو فريري
- paulofreire. org. br/asp/Index. asp مركز باولو فريري
- paulofreire. org/en معهد باولو فريري
- educacionenvalores. org/article. php3?id_article=1689 مؤتمر لباولو فريري